# Nodes of Yesod
Nodes of Yesod è un videogioco a piattaforme sviluppato e distribuito da Odin Computer Graphics nel 1985. Simile nello stile a Underwurlde di Ultimate Play the Game, uscito l'anno prima, e a Metroid del 1986, venne pubblicato per Amstrad CPC, Commodore 64, Elan Enterprise 64 e 128 e ZX Spectrum (in due edizioni separate da 48k e 128k, quest'ultima con una colonna sonora migliore e alcune tracce vocali sintetizzate). Doveva essere disponibile anche per il BBC Micro e l'MSX, ma tali versioni non vennero mai prodotte. Nello stesso anno uscì un seguito, The Arc of Yesod.
Nel 2010 il titolo venne reso disponibile per i dispositivi iPhone e iOS (Apple), in occasione del venticinquesimo anniversario.

## Trama
Charlemagne "Charlie" Fotheringham-Grunes, apprendista salvatore dell'universo, viene incaricato di trovare la fonte di alcuni misteriosi segnali provenienti dalla luna. Egli scopre che a emettere tali segnali è un monolite nero (un omaggio al film 2001: Odissea nello spazio) e prontamente parte alla sua ricerca.

## Modalità di gioco
Nodes of Yesod è un videogioco a piattaforme a scorrimento. Il giocatore controlla Charlie Fotheringham-Grunes, vestito da astronauta, e, partendo dalla superficie lunare, deve avventurarsi all'interno di alcune caverne e trovare otto "alchiems" (somiglianti a piccoli cristalli colorati) per arrivare al monolite. Charlie può eseguire salti molto alti, grazie alla bassa gravità della luna, ma cadere da altezze troppo elevate può costargli la perdita di una vita. Sulla superficie può catturare una talpa lunare, che poi può rilasciare nelle caverne e distruggere qualsiasi muro possibile, rivelando nuove aree del labirinto. 
Ogni alchiems che il giocatore raccoglie viene visualizzato nella parte bassa dello schermo. Nelle caverne sono presenti dei "rapinatori" (che sembrano astronauti rossi con dei jet pack), che possono rubare i cristalli toccando Charlie, che poi dovrà nuovamente cercarli. In più, in Nodes of Yesod si possono incontrare due tipologie di mostri: alcuni sono dannosi e fluttuano nelle caverne, indebolendo la forza di Charlie se toccati, mentre altri non fanno alcun male ma fanno rimbalzare il giocatore (in modo simile alle creature di Underwurlde).
Nell'edizione iOS il giocatore può scegliere tra una "modalità classica" (molto simile alla versione originale per ZX Spectrum) e una "modalità avanzata", che presenta una nuova grafica a colori, un sistema di guida, un sistema di mappe, una funzione di salvataggio e ripresa del gioco e una colonna sonora remixata.

## Sviluppo
Stuart Fotheringham, uno degli artisti e game designer del videogioco, affermò che era stata creata una precedente versione finita della mappa e dei layout dello schermo, ma che andò persa in un crash del Microdrive, costringendo a rifare il lavoro tutto da capo. Reputò che la seconda versione, pubblicata, fosse leggermente inferiore alla prima.

## Accoglienza
L'edizione per ZX Spectrum del titolo venne votata come il trentesimo miglior gioco di tutti i tempi in un'edizione speciale del 2004 della rivista Your Sinclair.